# Ignacio Bayón
Ignacio Bayón Mariné (Madrid, 14 de fevereiro de 1944 – 4 de maio de 2024) foi um executivo, político e letrado espanhol.

## Biografia
Licenciado e doutor em Direito pela Universidade Complutense de Madrid e letrado do Conselho de Estado e das Cortes Franquistas, foi nomeado subsecretario em 1975 e desempenhou o cargo de ministro de Indústria e Energia entre 1980 e 1982. Membro dos conselhos de administração de diversas empresas, já exerceu a presidência da Renfe, da Espasa Calpe, da Grucycsa, da Osma e da Realia.
Morreu em 4 de maio de 2024, aos oitenta anos.